# Joseph Rabine
Joseph Rabine, né le 24 juin 1922 à Sainte-Luce-sur-Loire (Loire-Atlantique, France) et mort le 12 décembre 1988 à Albi (Tarn, France), est un prélat catholique français, évêque de Cahors de 1973 à 1986 puis archevêque d'Albi de 1986 à sa mort.

## Biographie

### Ministères
Né dans les environs de Nantes, il effectue ses études secondaires au collège d’Ancenis et ses études ecclésiastiques au grand séminaire de Nantes.
Il est ensuite ordonné prêtre le 27 décembre 1947. Il devient alors vicaire à Saint-Brévin en 1948, aumônier fédéral de la Jeunesse ouvrière chrétienne de Saint-Nazaire en 1952, aumônier des Jeunesses indépendantes chrétiennes, de l'Action catholique des milieux indépendants et des équipes Notre-Dame, chargé de la préparation au mariage en 1954 et secrétaire du comité d’évangélisation de la région nazairienne en 1958. Il devient ensuite vicaire général, directeur des œuvres, délégué diocésain à la mission ouvrière, délégué diocésain et régional à la pastorale du tourisme en 1963 et archidiacre à Saint-Nazaire en 1964.
À l’âge de 45 ans, en 1966, alors que l’assemblée plénière des évêques décide de nommer deux collaborateurs à Roger Etchegaray, l’abbé Joseph Rabine est nommé responsable de la pastorale.

### Épiscopat

#### Évêque de Cahors
Le 18 mai 1973, il est nommé évêque de Cahors par le pape Paul VI et est alors consacré le 24 juin suivant par Michel-Louis Vial
Il découvre alors les difficultés de la condition paysanne : l'exode des jeunes et la profonde crise culturelle. Il met en place les pèlerinages de Rocamadour ou dans les petits sanctuaires, de nombreux conseils pastoraux chargés de l’animation du diocèse. Il développe également les journaux paroissiaux tels que Vie Quercynoise, ainsi que les radios locales catholiques. 
Membre du conseil permanent de l’épiscopat français et du groupe épiscopal pour les communautés chrétiennes, il est à ce titre évêque accompagnateur de l’ACGF.

#### Archevêque d'Albi
Le 17 mars 1986, il est nommé archevêque d'Albi par le pape Jean-Paul II.
Il continue la mise en place de conseils pastoraux de secteur, conformément à ce qu'il a fait à Cahors, et se place dans le sillage des orientations diocésaines déjà données par son prédécesseur.
Il restructure la maison diocésaine d’accueil, lance le service Chrétiens médias autour de la radio chrétienne locale, demande aux laïcs de s’organiser pour maintenir les églises ouvertes et insiste sur la nécessité de la formation.
Il participe, avec  Jean Vilnet et Marius Maziers, ainsi qu'avec le cardinal Albert Decourtray, au Synode romain d’octobre 1987, consacré à la vocation et à la mission des laïcs dans l’Église et dans le monde.